# コー
座標: 北緯49度40分 東経00度30分 / 北緯49.667度 東経0.500度

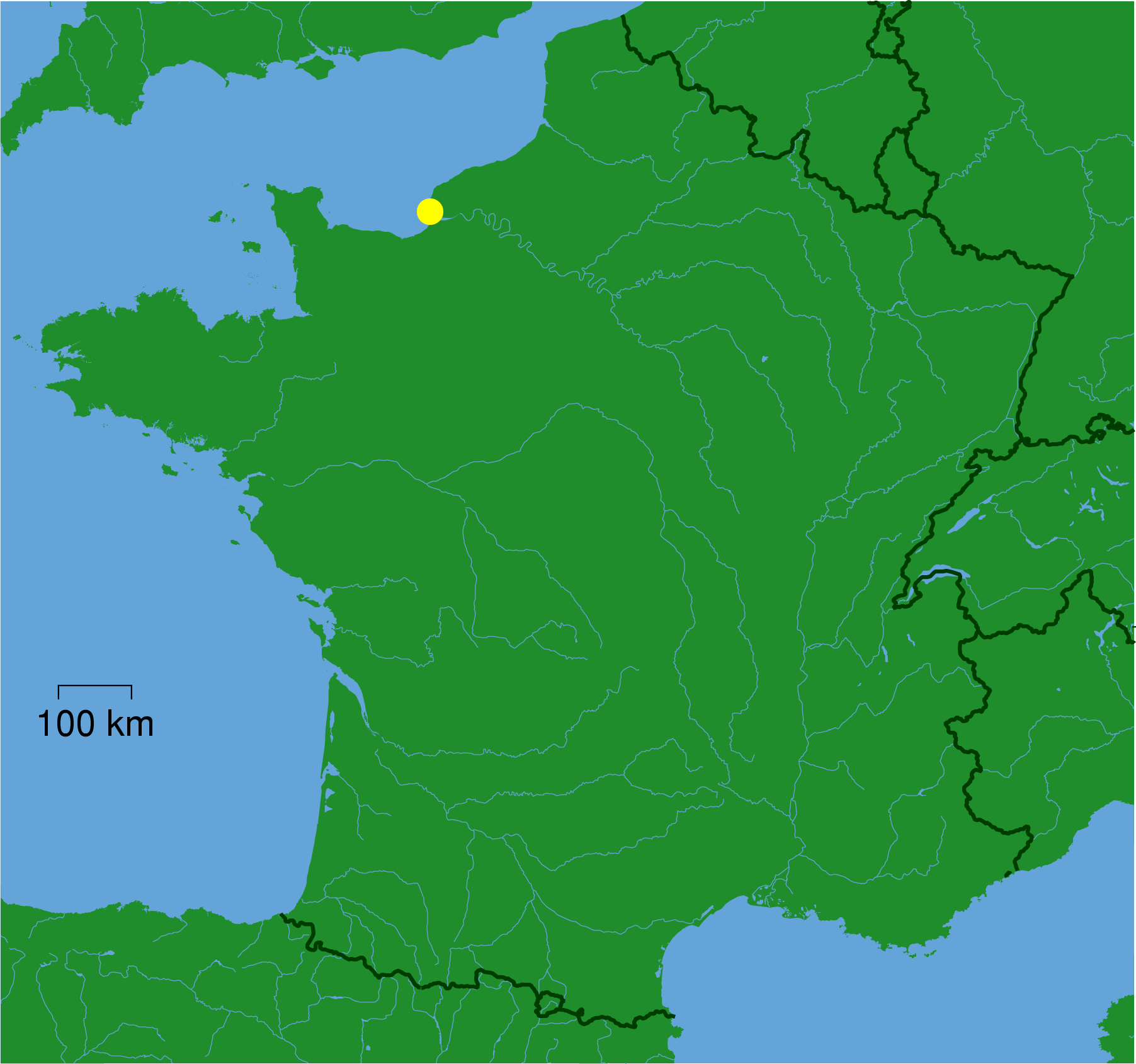
コーの位置

コー（仏 Pays de Caux）は、フランスのノルマンディーの一地方。ルーアン、ディエップ、ル・アーブルを結ぶ三角形の範囲を指す。一方はイギリス海峡、一方はセーヌ川、もう一方では二筋の川に沿う谷間が、ルーアンからディエップまでつながっている。アルセーヌ・ルパンシリーズに登場する奇岩城の舞台エトルタもこの地方に位置する。